# DLNA
DLNA (Digital Living Network Alliance) — стандарт, який дозволяє сумісним пристроям передавати та приймати у домашній Wi-Fi або Ethernet мережі різний медіа-контент, а також відтворювати його онлайн (у поточному часі). Іншими словами, це технологія для з'єднання домашніх ПК, портативних пристроїв, ноутбуків та побутової електроніки в єдину цифрову мережу. Пристрої, які підтримують DLNA, за бажанням користувача можуть налаштовуватись і з'єднуватись у мережу автоматично.

## Склад альянсу
В альянсі DLNA (Digital Living Network Alliance) є більш ніж 250 виробників (найбільш відомі: AMD, Cisco, Huawei, IBM, LG, Motorola, Pioneer Corporation, Sharp та інші). Метою роботи альянсу є створення єдиного стандарту для побутових пристроїв (Smart Tv, або звичайних телевізорів із підключеним мультимедіа-програвачем, відеокамер, аудіо- та відеопрогравачів, мобільних телефонів, ПК, принтерів, мережних сховищ (NAS тощо), медіаплеєрів, музичних центрів та інше) для обміну мультимедіа. Стандарт DLNA ідеологічно є нащадком стандарту UPnP, який так і не здобув широкого розповсюдження.
Наприклад, можна з цифрової фотокамери чи мобільного телефону відтворювати знімки на телевізорі та роздрукувати на сумісному принтері без участі ПК. Для перегляду на телевізорі завантажений із мережі фільм не потрібно записувати на DVD, достатньо запустити відтворення на ПК, вказавши в ролі пристрою відтворення телевізор. Для того, щоб домашній ПК міг виконувати функції DLNA-сумісного пристрою, необхідно встановити відповідне ПЗ.
Стандарт підтримує близько 5,500 різних моделей, 2012 року всього у світі було продано приблизно 300 млн пристроїв із підтримкою DLNA.
Кожен пристрій, який проходить DLNA-сертифікацію, отримує знак «DLNA CERTIFIED». У DLNA входять декілька сертифікаційних лабораторій.
Перелік деяких пристроїв відомих брендів, які отримали сертифікат відповідності:
- Microsoft Xbox 360;
- Sony PlayStation 3;
- LG BD-390 — Blu-Ray програвач
- Nokia: N80, N82, N95, N93, N93i, N900, N8;
- Sony Ericsson: W995, W715, C905, G705, u8i;
- Panasonic Z-G15 — плазмові телевізори VIERA;
- Philips — телевізори та медіа-пристрої
- Samsung — телевізори та медіа-пристрої
- Pioneer — телевізори та медіа-пристрої
- Western Digital TV Live HD Media Player;
- Buffalo LinkStation Mini;
- Hewlett Packard Media Vault — домашній сервер;
- HTC Desire Z Android phone
- ZyXEL NSA210 1-Bay Digital Media Server

## Пристрої
Усі пристрої домашньої мережі, що відповідають специфікації DLNA, поділяються на 3 категорії:
- Home Network Devices (HND): домашні медіаплеєри, музичні центри, принтери;
- Mobile Handheld Devices (MHD): мобільні телефони, плеєри, планшети, фото- й відеокамери;
- Home Infrastructure Devices (HID): пристрої, що виконують функцію транскодування форматів медіа, а також пов'язують мобільні пристрої з пристроями в домашній мережі;

Пристрої, що входять до категорії Home Network Devices (HND), поділяють на 5 класів:
- DMS (Digital Media Server): публікує контент для сумісних пристроїв із локальної файлової системи, зовнішніх HDD/Flash дисків, мережі;
- DMC (Digital Media Controller): знаходить контент на сервері DMS та відтворює його на пристрої DMR;
- DMP (Digital Media Player): знаходить контент на сервері DMS та відтворює його;
- DMR (Digital Media Renderer): відтворює контент із сервера DMS по команді контроллера DMC;
- DMPr (Digital Media Printer): забезпечує сервіс друку в домашній мережі;